# Puka (Saaremaa)
Koordinaten: 58° 30′ N, 23° 2′ O
Puka ist ein Dorf (estnisch küla) auf der größten estnischen Insel Saaremaa. Es gehört zur Landgemeinde Saaremaa (bis 2017: Landgemeinde Pöide) im Kreis Saare.
Das Dorf hat 27 Einwohner (Stand 31. Dezember 2011).